# Josep Bartolí
Pour les articles homonymes, voir Bartoli.
Josep Bartolí i Guiu,, né le 30 juin 1910 à Barcelone et mort le 3 décembre 1995 à New York, est un artiste et homme politique espagnol d'expression catalane.

## Biographie
En 1936, le Catalan Josep Bartolí fonde le Syndicat des dessinateurs à Barcelone, affilié à la confédération de l'Union générale des travailleurs (UGT), de tendance socialiste,. Pendant la guerre d'Espagne, il devient commissaire politique du Parti ouvrier d'unification marxiste (POUM), parti socialiste révolutionnaire et anti-stalinien, en cette qualité, il est envoyé sur le front d'Aragon lors de la guerre d'Espagne, au sein de la 29e division, essentiellement composée de membre du POUM. Il participe notamment à la bataille de Belchite où les combats furent particulièrement violents. Après l'effondrement de la République, il fuit l'Espagne lors de la Retirada et traverse la frontière française le 14 février 1939 au niveau du village de Lamanère. Il est arrêté et incarcéré dans divers camps dans le sud de la France, celui du Barcarès, où il contracte le typhus et dont il s'échappe, puis celui de Bram après une deuxième arrestation. Pendant toute son incarcération, il témoigne des conditions de vie difficiles des réfugiés espagnols à travers ses dessins et participe à organiser une vie culturelle au sein des camps à travers le biais de spectacle ou de théâtre. 
Alors qu'il doit être envoyé au camp de Gurs en vue d'une reconduction vers l'Espagne désormais franquiste, il s'échappe de nouveau et s'installe un temps à Paris et travaille dans le monde du théâtre, notamment aux Folies Bergère ou au Moulin-Rouge. Lors de la défaite française face à l'Allemagne à l'issue du déclenchement de la Seconde Guerre mondiale, il quitte Paris occupée par les Allemands et se rend à Bordeaux dans l'espoir de rejoindre le Mexique par bateau, pays où se trouve alors le gouvernement républicain espagnol en exil. De par son statut de réfugié espagnol d'obédience communiste et syndicaliste, il est activement recherché par la Gestapo qui le capture finalement à Vichy. Alors qu'il doit être déporté au camp de Dachau, il s'échappe encore une fois pour se rendre à Marseille, où il embarque à bord du Lyautey en direction de la Tunisie. Il longe par la suite la côte nord-africaine jusqu'à Casablanca d'où il embarque finalement pour le Mexique en 1943,.
Après 1943, il devient l'amant de Frida Kahlo, avant de s'installer aux États-Unis, où il fréquente Rothko, Charles Pollock, Kline et De Kooning, et dessine dans la revue Holliday, dans le supplément Reporter du Saturday Evening Post. En France, il illustre de nombreux ouvrages pour le Club français du livre.
Il est également un peintre et un créateur de collages.

## Œuvres
- Dessins de Robinson Crusoé de Daniel Defoe, Club français du livre, Paris, 1956
- Illustrations des Voyages de Gulliver de Jonathan Swift, Club français du livre, Paris, 1963

## Collection
- 270 œuvres font l'objet d'une donation par sa famille au Mémorial du Camp de Rivesaltes en octobre 2020[7].

### Filmographie
- Josep, 2020, film d'animation d'Aurel retraçant la vie de l'artiste